# Catterick
Catterick est un village et une paroisse civile du Yorkshire du Nord, en Angleterre. Administrativement, il dépend du district de Richmondshire. Au moment du recensement de 2011, il comptait 3 155 habitants.
La ville héberge une garnison militaire. 

## Histoire
L'existence de Catterick remonte à l'époque romaine, lorsque Cataractonium était un fort romain protégeant le croisement de la Grande route du Nord et de Dere Street, sur la rivière Swale.
Vers l'an 600, Catterick fut le théâtre d'une bataille entre les Bretons et les Angles de Bernicie, relatée dans le poème Y Gododdin. Catterick fut ensuite le siège du royaume de Rheged.
Catterick figure dans le Domesday Book sous la forme Catrice.

## Transports
Le village est traversé par la Route A6136